# Gaianes
Gaianes – gmina w Hiszpanii, w prowincji Alicante, we wspólnocie autonomicznej Walencja, o powierzchni 9,57 km². W 2011 roku liczyła 445 mieszkańców.